# Батлер, Ричард, 3-й виконт Монтгаррет
Ричард Батлер, 3-й виконт Маунтгаррет (англ. Richard Butler, 3th Viscount Mountgarret; 1578—1651) — ирландский пэр, политик и военный.

## Биография
Родился в 1578 году в Ирландии. Сын Эдмунда Батлера, 2-го виконта Маунтгаррета (? — 1602), и Грэни или Гриззель Фицпатрик, дочери Барнаби Фицпатрика, 1-го барона Аппер-Оссори.
Его сестра, Хелен Батлер, вышла замуж за своего троюродного брата, Уолтера Батлера, 11-го графа Ормонда. Позже он должен был политически конфликтовать со своим внучатым племянником Джеймсом, 12-м графом Ормондом. Его первой женой была Маргарет, старшая дочь Хью О’Нила, графа Тирона, который был самым могущественным римско-католическим дворянином в Ирландии в то время. Он особенно отличился своей защитой замков Баллираггет и Каллихилл. Тем не менее, его поместья были подтверждены за ним после смерти его отца в 1605 году, и он заседал в парламентах 1613, 1615 и 1634 годов.

## Карьера
24 ноября 1602 года после смерти своего отца Ричард Батлер унаследовал титул 3-го виконта Маунтгаррета в графстве Уэксфорд (Пэрство Ирландии), став членом Ирландской палаты лордов.
В 1641 году Ричард Батлер встал в оппозицию к своему могущественному кузену, Джеймсу Батлеру, графу и будущему герцогу Ормонду. В начале военных действий во время Ирландского восстания 1641 года он, по-видимому, склонился поддержать сторону правительства и был назначен губернатором Килкенни вместе с графом Ормондом. Однако, опасаясь, что права и свободы его католических братьев будут еще больше ущемлены, он написал графу объяснительное письмо и захватил Килкенни от имени конфедератов. Он стремился защитить жизни и имущество протестантов, не ослабляя усилий на стороне, которую он поддерживал. В течение недели его отряды заняли все крепости в графствах Килкенни, Уотерфорд и Типперэри.
После этого виконт Маунтгаррет был избран генералом Католической конфедерации, которую мятежники сформировали для координации своих военных усилий. Но графство Корк настояло на выборе своего собственного генерала. Таким образом, были утрачены преимущества безраздельного и энергичного контроля над армиями Конфедерации. Силы виконта были значительно ослаблены, и он был разбит графом Ормондом в битве при Килраше, около Атая, 10 апреля 1642 года. Вернувшись в Килкенни, он был избран президентом Верховного совета (правительства Конфедерации), сформированного там следующим летом.
В 1643 году он участвовал в битве при Нью-Россе, которую вел генерал Престон против маркиза Ормонда. Он также участвовал в захвате замка Боррис в графстве Квинс (Лиишь) вместе со своим сыном Эдмундом (Роу) в 1643 году. Он был с лордами Неттервиллем, Икеррином, Аппер-Оссори и Каслхейвеном при осаде Баллинакилла, который сдался 5 мая.
Виконт Маунтгаррет был объявлен вне закона Оливером Кромвелем и исключен из помилования пожизненно или по наследству. Его зять сэр Уолтер Батлер, 1-й баронет из Полстауна, был сторонником дела правительства и был назначен губернатором Килкенни в 1650 году. Виконт умер в 1651 году и был похоронен в церкви Святого Каниса в Килкенни. 

## Брак и дети
От первой жены Маргарет О’Нил (? — 16 декабря 1655), старшей дочери Хью О’Нила, графа Тирона, у него было три сына и шесть дочерей:
- Достопочтенная Элизабет Батлер (? — 31 августа 1686), она вышла замуж за сэра Уолтера Батлера, 1-го баронета из Полстауна (? — 1650)
- Достопочтенный Эдвард Батлер (? — 1652)
- Достопочтенный Ричард Батлер
- Достопочтенная Эллис Батлер
- Достопочтенная Маргарет Батлер (? — 6 августа 1635), в 1631 году она вышла замуж за сэра Ричарда Беллинга.
- Достопочтенная Эллен Батлер
- Достопочтенная Джоан Батлер (? — 1633)
- Эдмунд Батлер, 4-й виконт Маунтгаррет (ок. 1595 — 5 апреля 1679), преемник отца.

Вторым браком он женился на Томасине (впоследствии названной Элизабет), дочери сэра Уильяма Эндрюса из Ньюпорта, и на Маргарет, дочери Ричарда Брантуэйта. Его третьей женой стала Маргарет Брантуэйт (? — 16 декабря 1655), дочь Ричарда Брантуэйта и вдова сэра Томаса Спенсера, 1-го баронета. Второй и третий браки оказались бездетными.